# Каспій (Актау)
Футбольний клуб «Каспій» (Актау) або просто «Каспій» — професіональний казахський футбольний клуб з міста Актау.

## Хронологія назв
| Рік       | Назва         |
| --------- | ------------- |
| 1962—1964 | «Будівельник» |
| 1964—1989 | «Труд»        |
| 1990—1992 | «Актау»       |
| 1993—2000 | «Мунайши»     |
| 2001      | «Мангистау»   |
| 2002—т.ч. | «Каспій»      |

## Клубні кольори
| Жовтий | Синій | Чорний |

## Досягнення
- Перша ліга чемпіонату Казахстану
  -  Чемпіон: 1994
  -  Срібний призер: 2000
  -  Бронзовий призер: 1998

- Чемпіонат Казахської РСР з футболу серед КФК
  -  Чемпіон: 1978

- Кубок Казахської РСР з футболу серед КФК
  -  Володар (3): 1964, 1977, 1978

## Відомі гравці
- Іван Яремчук
- Ігор Бездольний
- Дмитро Огай
- Ігор Авдеєв
- Едуард Сергієнко
- Сергій Гридін
- Мурат Саюмагамбетов
- Костянтин Котов
- Фархадбек Ірісметов
- Андрій Логачов
- Олександр Крестинін
- Мусса Ліман
- Драмане Коне
- Бранко Чубрило
- Саша Колунія

## Відомі тренери
- Курбан Бердиєв
- Едуард Глазунов
- Ніколай Костов